# Avianca Brasil

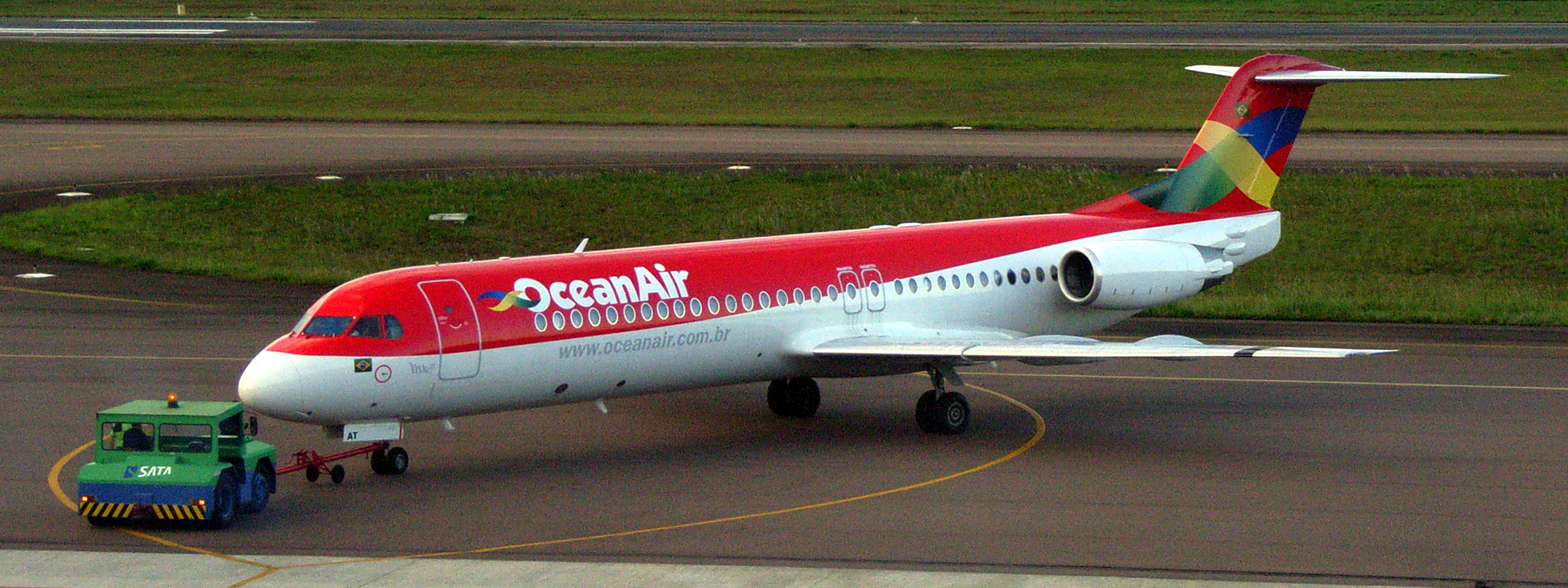
Fokker 100 авіакомпанії OceanAir в аеропорту Курітіба

Avianca Brasil (англ. Avianca Brazil), раніше відома як OceanAir, — колишня бразильська авіакомпанія зі штаб-квартирою в Сан-Паулу, що працює на ринку регулярних пасажирських перевезень за більш, ніж 20 напрямках, в Бразилії і інших країнах. Портом приписки авіакомпанії і її головним транзитним вузлом (хабом) є Міжнародний аеропорт Сан-Паулу/Гуарульос, в ролі додаткових хабів використовуються Міжнародний аеропорт Бразиліа і Аеропорт Сан-Паулу/Конгоньяс. Припинила діяльність 24 червня 2019
Авіакомпанія має офіційну назву «OceanAir», проте з моменту входження до складу авіаційного холдингу Avianca використовує торговельну марку (бренд) Avianca Brazil для більшої впізнаваності логотипу і підкресленою зв'язку з іншими дочірніми компаніями даного холдингу.
Згідно зі звітом Національного агентства цивільної авіації Бразилії в 2009 році частка пасажирських перевезень авіакомпанії OceanAir в країні склав 2,54 % на внутрішніх маршрутах і менше 0,01 % на міжнародних рейсах за показником перевезених пасажирів на кілометр дистанції. У листопаді 2010 року зазначені показники для внутрішніх і міжнародних авіаперевезень склали 2,59 % і 0,04 % відповідно.

## Історія

### OceanAir
Авіакомпанія OceanAir Linhas Aéreas була заснована у 1998 році для забезпечення чартерних пасажирських і вантажних авіаперевезень за замовленнями нафтовидобувних підприємств, що працюють на нафтових полях Кампус-Бейсін. У 2002 році OceanAir вийшла на ринок регулярних пасажирських перевезень, запустивши постійні рейси між містами Сан-Паулу і Ріо-де-Жанейро (муніципалітети Macaé і Кампус-дус-Гойтаказіс). Через деякий час авіакомпанія ввела регулярні рейси в високою частотою польотів на невеликих літаках (аеротаксі) на маршруті з Сан-Паулу (Конгоньяс) в Ріо-де-Жанейро (Міжнародний аеропорт Сантос-Дюмон) з проміжною посадкою в другому аеропорт Сан-Паулу (Гуарульос). Дані рейси користувалися великою популярністю, оскільки тариф між Сан-Паулу і Ріо-де-Жанейро для пасажирів був дешевше, ніж у наземних таксі, і знаходився на одному рівні з тарифом на міжміські автобуси, що курсували між цими містами.
У 2004 році власник OceanAir конгломерат Synergy Group став мажоритарним акціонером колумбійського авіаційного холдингу Avianca, внаслідок чого OceanAir отримала вихід на ринок пасажирських перевезень, маршрутної мережі авіакомпаній холдингу, і навпаки, перевізники «Avianca» отримали можливість виконувати регулярні рейси в Міжнародний аеропорт Гуарульос в Сан-Паулу. Розвиток партнерських відносин загалом холдингу призвело до істотного зниження тарифів на авіаперевезення між Бразилією і Колумбією і до значного збільшення пасажирського потоку між двома країнами. У тому ж році «Synergy Group» придбав ще одну авіакомпанію VIP Ecuador, розвиваючи стратегію зі створення потужного корпоративного альянсу пасажирських авіаперевізників, які працюють по всій території Південної Америки та за її межами. У 2006 році OceanAir та інвестиційний фонд «Fondo de Inversiones Sustentables» на паях 49 і 51 % відповідно сформували нову перуанську авіакомпанію «Wayraperú», яка в силу ряду причин припинила операційну діяльністю вже через кілька місяців після свого створення. На початку 2006 року «Synergy Group» показала прибуток за минулий рік у розмірі 3 млрд доларів США, проінвестувавши в різні види діяльності ще близько 100 млн доларів.
У 2007 році OceanAir відкрила свій перший регулярний міжнародний рейс в Мексику, який виконувався на літаку Boeing 767-300. Маршрут діяв до квітня наступного року, після чого був згорнутий. З цього періоду інтереси OceanAir були знову зосереджені на рейсах усередині Бразилії. У 2008 році власник OceanAir і Avianca Герман Єфромович розмістив замовлення на 12 лайнерів Boeing 787. У 2010 році повітряний флот авіакомпанії поповнився п'ятьма новими літаками Airbus A330 і тридцятьма новими Airbus A320, загальна сума контракту з корпорацією Airbus склала 2,5 млрд доларів США. Одними з основних завдань конгломерату в новому десятилітті є 15-відсоткова частка ринку комерційних авіаперевезень на внутрішніх рейсах в Бразилії і на міжнародних маршрутах в Мексику, Колумбію, Африку і Сполучені Штати Америки.

### Угода з TACA і зміна назви авіакомпанії

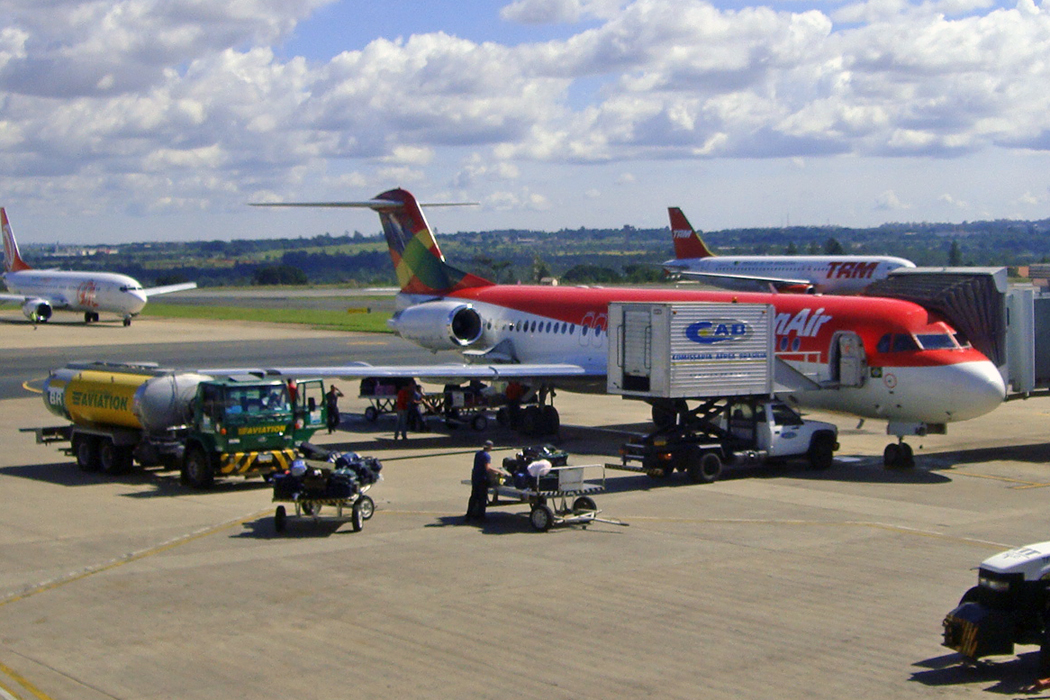
Fokker 100 авіакомпанії OceanAir в Міжнародному аеропорту Бразиліа

9 жовтня 2009 року холдинг Synergy Group оголосив про злиття з Avianca з великим об'єднанням авіакомпаній TACA. Дане об'єднання суттєво збільшило трафік перевезень OceanAir, оскільки поряд з Avianca у Сан-Паулу, Ріо-де-Жанейро і Порту-Алегрі з'явилися рейси авіакомпаній TACA — партнерів по спільній авіаційного холдингу.
26 березня 2010 року Герман Єфромович заявив про проведення ребрендингу OceanAir і зміну її торгової марки «Avianca Brazil». Офіційною назвою перевізника при цьому залишилося «OceanAir Linhas Aéreas». Перший літак в новій лівреї піднявся в повітря 27 квітня 2010 року. Поряд з Avianca Brazil в холдингу працює партнерська авіакомпанія Avianca Colombia; відмінності в назвах перевізників холдингу вказують на країну, де зареєстровано повітряне судно, а загальний бренд «Avianca» — на факт того, що всі компанії (разом з їх літаками) є дочірніми підрозділами цього конгломерату.

### Star Alliance
10 листопада 2010 року опубліковано повідомлення глобального авіаційного альянсу пасажирських перевезень Star Alliance про затвердження процедури прийому групи «Avianca-TACA» в повноправні члени альянсу.

## Маршрутна мережа
У лютому 2011 року маршрутна мережа авіакомпанії Avianca Brazil включала в себе наступні пункти призначення:

### Внутрішні
- Аракажу — Аеропорт Санта-Марія
- Белу-Орізонті — Міжнародний аеропорт Танкреду Невес
- Бразиліа — Міжнародний аеропорт Бразиліа
- Кампу-Гранді — Міжнародний аеропорт Кампу-Гранді
- Chapecó — Аеропорт Chapecó
- Куяба — Міжнародний аеропорт імені маршала Рондонія
- Курітіба — Міжнародний аеропорт Афонсу Піна
- Флоріанополіс — Міжнародний аеропорт імені Ерсіліу Луса
- Форталеза — Міжнародний аеропорт імені Пінту Мартінса
- Жуазейру-ду-Норті
- Пасу-Фундука — Аеропорт Пасу-Фундука
- Петролина — Аеропорт Петролина
- Порту-Алегрі — Міжнародний аеропорт Салгаду Філью
- Порту-Велью — Міжнародний аеропорт Порту-Велью
- Ресіфі — Міжнародний аеропорт Гуарарапіс
- Ріо-де-Жанейро
  - Міжнародний аеропорт Галеан
  - Аеропорт Сантос-Дюмон
- Салвадор — Міжнародний аеропорт імені депутата Луїса Едуардо Магальяса
- Сан-Паулу
  - Аеропорт Конгоньяс хаб
  - Міжнародний аеропорт Гуарульос хаб

### Міжнародні
- Колумбія
  - Богота — Міжнародний аеропорт Ель-Дорадо

## Флот
Станом на грудень 2010 року повітряний флот авіакомпанії Avianca Brazil складався з таких літаків.
На 12.07.2015 згідно airfleet.com
| Aircraft                    | Active | Stored | Written off | History | On order | Total | Age |
| Airbus A318                 | 11     | 4      | ee          | 15      | Age      |       |     |
| Airbus A319                 | 4      | 4      | Age         |         |          |       |     |
| Airbus A320 Airbus A320-200 | 21     |        |             |         |          | 21    | Age |
| Airbus A330 Airbus A330-200 | 1      |        |             |         | 2        | 3     | Age |
| Fokker 70/100 Fokker 100    | 10     | 3      |             | 1       |          | 14    | Age |

## Бонусна програма
Авіакомпанія Avianca Brazil пропонує власну бонусну програму заохочення часто літаючих пасажирів Programa Amigo.